# Marvejols
Marvejols è un comune francese di 4 738 abitanti situato nel dipartimento della Lozère nella regione dell'Occitania.

## Società

### Evoluzione demografica
Abitanti censiti